# Ophiura falcifera
Ophiura falcifera is een slangster uit de familie Ophiuridae.
De wetenschappelijke naam van de soort werd in 1869 gepubliceerd door Theodore Lyman.